# 姉小路済子
姉小路 済子（あねがこうじ なりこ、文明15年（1483年）- 天文12年3月7日（1543年4月10日））は、戦国時代前期の勾当内侍・典侍。姉小路基綱の娘で姉小路済継の妹。済継の子で姉小路次代当主の済俊は甥にあたる。

## 生涯
文亀元年（1501年）10月10日、東坊城和子（和長の娘）と同日に内裏に上り、新内侍と称された（『言国日記』）。ただし、内々には早い時期に内裏に上ることが決まっており、同年6月17日には内侍となるべく内裏の新大納言典侍（勧修寺藤子）の元に預けられていた（『実隆公記』）。永正5年（1508年）3月に改名して宮内卿内侍（略して卿内侍）と称せられた。大永7年（1527年）9月6日、勾当内侍である高倉継子（永継の娘）が急逝したのを受けて、同年9月13日に小一条流姉小路家では初めて（結果的には唯一の）勾当内侍に任ぜられる（『御湯殿上日記』）。なお、この直後の10月に故郷飛騨では兄・済継の子で当主となっていた姉小路済俊が22歳の若さで急死しており、以降明確な記録はなく済子と入れ替わるようにして飛騨本家は没落していった。
天文12年（1543年）1月29日に病気によって勾当内侍を退いて典侍に任ぜられる（『御湯殿上日記』）。『御湯殿上日記』では同年3月7日条に死去したと記されている「新すけ（典侍）」と『言継卿記』天文13年（1544年）3月7日条に追善の法要が行われて山科言継も焼香に訪れた「故長橋局（＝勾当内侍）」は日付の一致から共に勾当内侍から内侍に遷ったばかりであった済子のことを指すとみられ、天文12年3月7日に死去したと考えられる。